# Tiago Lima Pereira
Tiago Miguel Silva Vilela Lima Pereira (nascut el 3 de juny de 1994) és un futbolista portuguès que juga com a defensa central del club de la Lliga 3 SC Espinho.

## Carrera de club
Nascut a Póvoa de Varzim, l'últim club juvenil de Lima Pereira va ser el FC Porto, i va ser un suplent no utilitzat del filial a la Segona Lliga durant dos partits a mitjan temporada 2012-13. Després es va incorporar a un altre filial, el Vitória SC B a la tercera divisió, assolint l'ascens en el seu primer any.
Lima Pereira va debutar a la segona divisió el 9 d'agost de 2014, marcant el primer gol en la victòria a casa per 3-0 contra el CD Feirense. Va afegir-ne dos més durant la campanya, en què l'equip acabà en novè lloc.
Per a la temporada 2016-17, Lima Pereira va signar un contracte d'un any amb el Varzim SC a la mateixa lliga. El seu oncle António havia jugat anteriorment al conjunt de la seva ciutat natal.
Lima Pereira va deixar la seva regió natal del Nord per primera vegada el 23 de juny de 2017, acordant un contracte de tres anys al CD Cova da Piedade de segon nivell. Va anar més lluny el gener de 2019, quan es va unir al Eastern Sports Club de la Hong Kong Premier League amb una cessió de sis mesos.
Després d'abandonar la Cova da Piedade el 2020, Lima Pereira va jugar a un nivell inferior amb l'AD Fafe, el FC Felgueiras 1932 i el SC Espinho.

## Vida personal
L'oncle de Lima Pereira, António, també va jugar al Varzim i va ser un pilar al Porto als anys vuitanta.